# Fu Baorong
Fu Baorong (chinesisch 付宝荣; * 3. Juni 1978 in Jilin) ist eine ehemalige chinesische Hockeyspielerin, die 2008 Olympiazweite war.

## Karriere
Fu Baorong spielte von 1998 bis 2012 in der chinesischen Nationalmannschaft.
Ihr erstes großes Turnier war die Weltmeisterschaft 1998, bei der die chinesische Mannschaft den elften Platz von zwölf teilnehmenden Teams erreichte. Ende des Jahres fanden in Bangkok die Asienspiele 1998 statt, dort siegten die Südkoreanerinnen vor der indischen Mannschaft, die Chinesinnen erhielten die Bronzemedaille.
Vier Jahre später fanden in Busan die Asienspiele 2002 statt, bei denen die Chinesinnen den Titel vor den Südkoreanerinnen gewannen. Etwa anderthalb Monate später begann in Perth die Weltmeisterschaft 2002. In der Vorrunde belegten die Chinesinnen den zweiten Platz hinter den Argentinierinnen. Nach einer 0:1-Halbfinalniederlage gegen die Niederländerinnen besiegten die Chinesinnen im Kampf um die Bronzemedaille die australische Mannschaft mit 2:0.
Bei den Olympischen Spielen 2004 in Athen gewannen die Chinesinnen ihre Vorrundengruppe vor der argentinischen Mannschaft. Im Halbfinale unterlagen sie der deutschen Mannschaft nach Verlängerung und Penaltyschießen. Im Spiel um Bronze siegten die Argentinierinnen mit 1:0.
Im Herbst 2006 bei der Weltmeisterschaft in Madrid erreichten die Chinesinnen in ihrer Vorrundengruppe nur den fünften Platz und belegten im Gesamtklassement den zehnten Rang. Bei den Asienspielen in Doha gewannen die Chinesinnen vor den Japanerinnen.
2008 war Peking Austragungsort der Olympischen Spiele. In ihrer Vorrundengruppe konnten sich die Chinesinnen nur dank des besseren Torverhältnisses den zweiten Platz vor den Australierinnen sichern. Die Chinesinnen gewannen im Halbfinale mit 3:2 gegen die deutsche Mannschaft. Im Finale unterlagen sie den Niederländerinnen mit 0:2. Fu Baorong war mit fünf Toren erfolgreichste Torschützin ihrer Mannschaft, alle Tore erzielte sie aus dem Feld. Sie belegte damit zusammen mit zwei weiteren Spielerinnen den zweiten Platz der Torschützinnenliste, lag aber deutlich hinter der Niederländerin Maartje Paumen, die mit elf Treffern erfolgreichste Torschützin des Turniers war.
Bei der Weltmeisterschaft 2010 in Rosario belegten die Chinesinnen den achten Platz. Einen Monat später fanden in Guangzhou die Asienspiele 2010 statt. Vor heimischem Publikum gewannen die Chinesinnen den Titel zum dritten Mal in Folge. 2012 nahm Fu Baorong zum dritten Mal an Olympischen Spielen teil. Beim olympischen Turnier in London erreichten die Chinesinnen in der Vorrunde nur den dritten Gruppenplatz und belegten letztlich in der Gesamtwertung den sechsten Platz.